# Eta Cygni
Eta Cygni (21 Cygni) é uma estrela múltipla na direção da constelação de Cygnus. Possui uma ascensão reta de 19h 56m 18.40s e uma declinação de +35° 05′ 00.6″. Sua magnitude aparente é igual a 3.89. Considerando sua distância de 139 anos-luz em relação à Terra, sua magnitude absoluta é igual a 0.74. Pertence à classe espectral K0IIIvar.
Eta Cygni forma o pescoço do Cisne. A estrela é usada como referência para encontrar Cygnus X-1, um sistema estelar com fortes emissões de raio X.